# Marita Koch
Marita Koch (acum Marita Meier-Koch; n. 18 februarie 1957, Wismar, Rostock District⁠(d), RDG) este o fostă atletă germană (RDG). Ea a câștigat la proba de alergări 400 m, medalia de aur la Jocurile Olimpice de vară din 1980. Ea deține și azi recordul mondial la alergări 400 m plat. Este căsătorită cu fostul ei antrenor Wolfgang Meier, și are în prezent un magazin de modă în Rostock.

## Palmares
| An   | Competiție                   | Locație                    | Loc | Eveniment | Note    |
| ---- | ---------------------------- | -------------------------- | --- | --------- | ------- |
| 1976 | Jocurile Olimpice            | Montréal, Canada           | 16  | 400 m     | 51,87   |
| 1977 | Campionatul European în sală | San Sebastián, Spania      | 1   | 400 m     | 51,14   |
| 1978 | Campionatul European         | Praga, Cehoslovacia        | 1   | 400 m     | 48,94   |
| 1978 | Campionatul European         | Praga, Cehoslovacia        | 1   | 4×400 m   | 3:21,20 |
| 1979 | Campionatul European în sală | Viena, Austria             | 2   | 60 m      | 7,19    |
| 1979 | Universiada                  | Ciudad de México, Mexic    | 1   | 200 m     | 21,91   |
| 1980 | Jocurile Olimpice            | Moscova, Uniunea Sovietică | 1   | 400 m     | 48,88   |
| 1980 | Jocurile Olimpice            | Moscova, Uniunea Sovietică | 2   | 4×400 m   | 3:20,35 |
| 1981 | Campionatul European în sală | Viena, Austria             | 3   | 50 m      | 6,19    |
| 1982 | Campionatul European         | Atena, Grecia              | 1   | 400 m     | 48,16   |
| 1982 | Campionatul European         | Atena, Grecia              | 1   | 4×400 m   | 3:19,05 |
| 1983 | Campionatul European în sală | Budapesta, Ungaria         | 1   | 200 m     | 22,39   |
| 1983 | Campionatul Mondial          | Helsinki, Finlanda         | 2   | 100 m     | 11,02   |
| 1983 | Campionatul Mondial          | Helsinki, Finlanda         | 1   | 200 m     | 22,13   |
| 1983 | Campionatul Mondial          | Helsinki, Finlanda         | 1   | 4×100 m   | 41,76   |
| 1983 | Campionatul Mondial          | Helsinki, Finlanda         | 1   | 4×400 m   | 3:19,73 |
| 1985 | Jocurile Mondiale în sală    | Paris, Franța              | 1   | 200 m     | 23,09   |
| 1985 | Campionatul European în sală | Pireu, Grecia              | 1   | 200 m     | 22,82   |
| 1986 | Campionatul European în sală | Madrid, Spania             | 1   | 200 m     | 22,58   |
| 1986 | Campionatul European         | Stuttgart, Germania        | 1   | 400 m     | 48,22   |
| 1986 | Campionatul European         | Stuttgart, Germania        | 1   | 4×400 m   | 3:16,87 |

## Recorduri personale
| Probă         | Performanță  | Dată              | Locație         |
| ------------- | ------------ | ----------------- | --------------- |
| 100 m         | 10,83 s      | 8 iunie 1983      | Berlin          |
| 200 m         | 21,71 s RN   | 10 iunie 1979     | Karl-Marx-Stadt |
| 400 m         | 47,60 s RM   | 6 octombrie 1985  | Canberra        |
| 4×400 m       | 3:15,92 s RN | 3 iunie 1984      | Erfurt          |
| 60 m în sală  | 7,04 s RN    | 16 februarie 1985 | Senftenberg     |
| 200 m în sală | 22,39 s      | 5 martie 1983     | Budapesta       |
| 400 m în sală | 51,14 s      | 13 martie 1977    | San Sebastián   |